# SN 2001kp
SN 2001kp – supernowa typu Ia odkryta 21 marca 2001 roku w galaktyce A095153+0106. W momencie odkrycia miała maksymalną jasność 18,20m.